# 大口明光学園中学校・高等学校
大口明光学園中学校・高等学校（おおくちめいこうがくえんこうとうがっこう 英語: Okuchimeiko Junior High School and High School）は、鹿児島県伊佐市大口里にある、私立のミッション校である。2022年4月から男女共学化。

## 概要
- 伊佐市唯一の私立学校。
- 中高一貫教育。
- 県内各地から受験し、県外からの入学生徒も多い。
- 元が女子校のため、女子のみ寮がある。寮では食事は提供されるが、他の一切は自分でやらなければならない。[2]
- スクールバスがあるが、鹿児島市内は走らないため、鹿児島市内からの生徒は、入寮か、九州新幹線出水駅からスクールバスに乗ることになる（1日1往復）。尚、JR肥薩線・吉都線吉松駅、肥薩線栗野駅もスクールバスが通るが、JRの数回のダイヤ改正によって合わなくなった為、乗り継ぎ出来ない。
- 少人数制。
- 同じ建物の中に中学校と高校が同居している。

## 設置学科
- 普通科
  - 進学コースが2コース

## 校訓
- 愛と奉仕の精神
- 真実にして、叡智に富み、義務を重んぜよ